# José Antonio Primo de Rivera
José Antonio Primo de Rivera y Sáenz de Heredia, 3de Markies van Estella (Madrid, 24 april 1903 – Alicante, 20 november 1936) was een Spaans falangistisch politicus. Hij was de oudste zoon van generaal Miguel Primo de Rivera, die onder en met de goedkeuring van koning Alfons XIII na een staatsgreep van 1923 tot 1930 als eerste minister en militair dictator over Spanje regeerde.

## Oprichter van de Falange
Primo de Rivera studeerde rechten in Madrid en was nadien enige tijd werkzaam als advocaat. Na het aftreden van zijn vader in januari 1930 werd Primo de Rivera vicevoorzitter van de Unión Monárquica Nacional (UMN, Nationaal-Monarchistische Unie). Dit was een autoritaire en conservatieve beweging die tot doel had de monarchie te ondersteunen. Al snel gebruikte Primo de Rivera de UMN vooral als podium voor zijn eigen ideeën: de verdediging van zijn vader en een mengeling van socialisme, fascisme en traditionele ideeën. 
In 1931 stapte hij uit de UNM en zegde het conservatisme vaarwel. In april 1931 werd in Spanje de republiek uitgeroepen en bij de verkiezingen van mei behaalden links en gematigd-links een grote overwinning. Primo de Rivera had zich kandidaat gesteld (onafhankelijk) maar werd niet in de Cortes gekozen.
Begin 1933 werkte Primo de Rivera enige tijd voor El Fascismo, een fascistische krant. Later richtte hij de Movimiento Español Sindicalista (Spaanse Syndicalistische Beweging) op, die op 29 oktober 1933 haar naam veranderde in Falange Española, een pro-fascistische organisatie die streefde naar sociale rechtvaardigheid, populistisch-socialisme en het behoud van traditionele 'Spaanse waarden.' De Falange Española (FE) was bovendien katholiek, hoewel de beweging ook enkele antiklerikale trekjes vertoonde. In november 1933 werd Primo de Rivera in de Cortes gekozen (overigens als onafhankelijke kandidaat, omdat de tijd tussen de oprichting en de verkiezingen te kort was om campagne te voeren). Omdat de FE in een grote financiële nood verkeerde, fuseerde de FE met de Juntas de Ofensiva Nacional Sindicalista (JONS) van Ramiro Ledesma Ramos. De partij kreeg de naam: FE de las JONS. Aanvankelijk deelde Primo de Rivera het voorzitterschap van de FE de las JONS met Ledesma Ramos en Ruiz de Alda (medeoprichter van de FE), maar in oktober 1934 werd Primo de Rivera tot Jefe Nacional (Nationaal Leider) gekozen.

## Verkiezingen van 1936 en de moord op Primo de Rivera
Bij de verkiezingen van 1936 behaalde de FE de las JONS maar twee zetels. De verkiezingen werden gewonnen door het linkse Volksfront, op de voet gevolgd door gematigd-rechts, verenigd in het Nationaal Front. Na de verkiezingen stapte Ramiro Ledesma Ramos na ruzies met de Jefe Nacional uit de FE de las JONS.
Omdat de FE de las JONS steeds vaker betrokken was bij de straatterreur, besloot de Spaanse regering in maart 1936 de partij te verbieden. Primo de Rivera en diverse andere leiders werden ingerekend en gevangengezet. Primo de Rivera belandde in de gevangenis van Alicante. Hij werd tijdens een proces ter dood veroordeeld. Zonder toestemming van de landelijke autoriteiten werd Primo de Rivera op 20 november 1936 geëxecuteerd.

## Franco en Primo de Rivera
Francisco Franco en Primo de Rivera lagen elkaar niet (Primo de Rivera noemde Franco 'een conservatief'). Desondanks werd de figuur van Primo de Rivera na de machtsovername van Franco gebruikt en misbruikt bij allerlei officiële gelegenheden, als een soort 'falangistische Lenin'. Beiden werden na hun dood ook vlak bij elkaar, maar symbolisch toch sterk gescheiden, begraven naast het altaar in de basiliek van de Vallei van de Gevallenen, in de buurt van Madrid. Primo de Rivera lag oorspronkelijk vóór het altaar, tot zijn graf op 24 april 2023 werd geopend door de Spaanse autoriteiten en zijn stoffelijke resten werden herbegraven op de San Isidro-begraafplaats in Madrid. Franco lag achter het altaar tot hij op 24 oktober 2019 werd herbegraven.
De Falange werd na de machtsovername van Franco de enige toegestane politieke partij in Spanje.